# 호박 파이

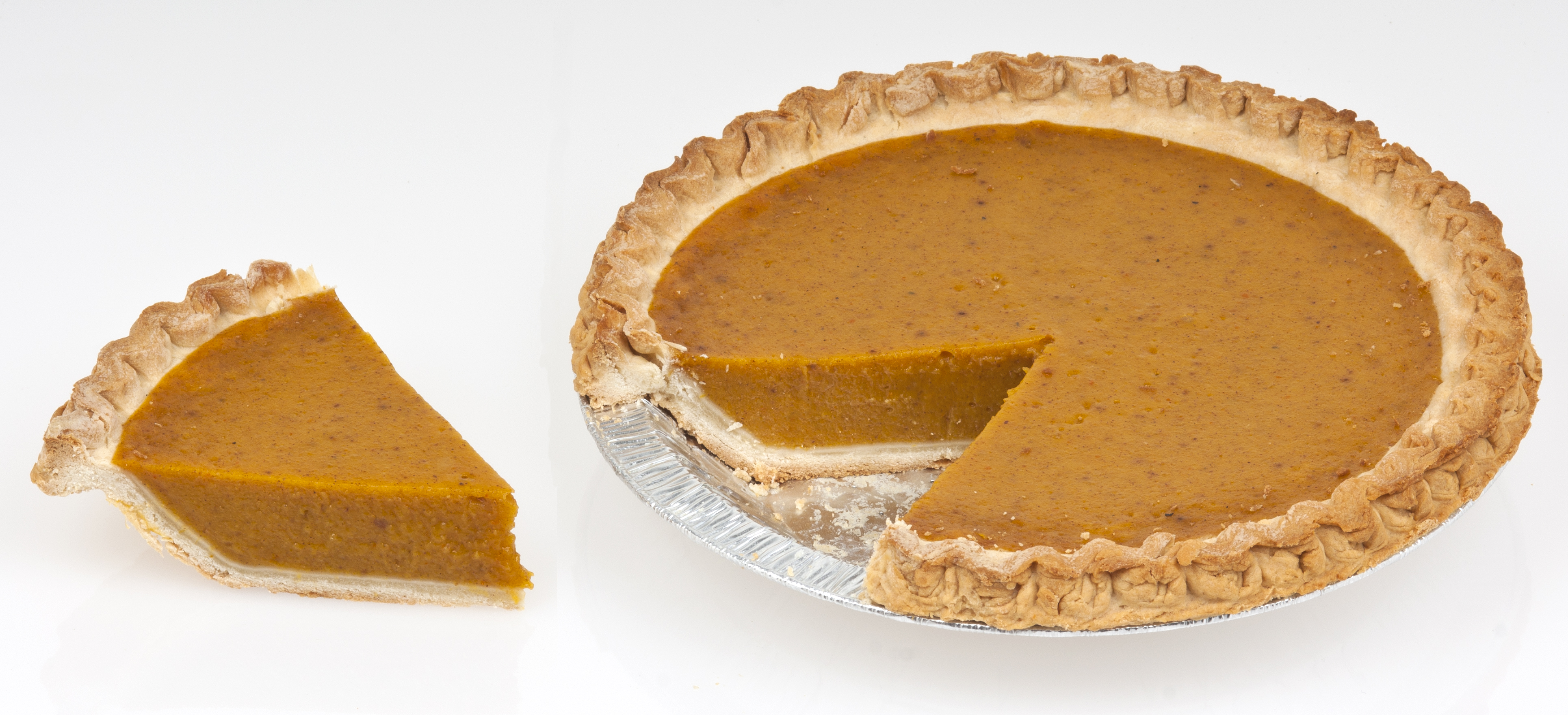

호박파이는 호박 커스터드 충전물로 만든 후식 파이이다. 호박은 수확철의 상징이다.
호박파이는 호박의 커스터드로 구성되어 있으며, 주황색에서 갈색까지 색이 다양하다. 단 하나의 파이 껍질로 구워지고 드물게 상단 껍질로 구워진다. 파이는 일반적으로 계피, 생강, 육두구 및 정향으로 맛을 낸다. 올스파이스도 일반적으로 사용되며 밀가루와 육두구를 대체할 수 있다. 카다멈과 바닐라는 때때로 반죽 향신료로도 사용된다. 향신료 혼합물은 호박파이 향신료라고 한다.

## 준비

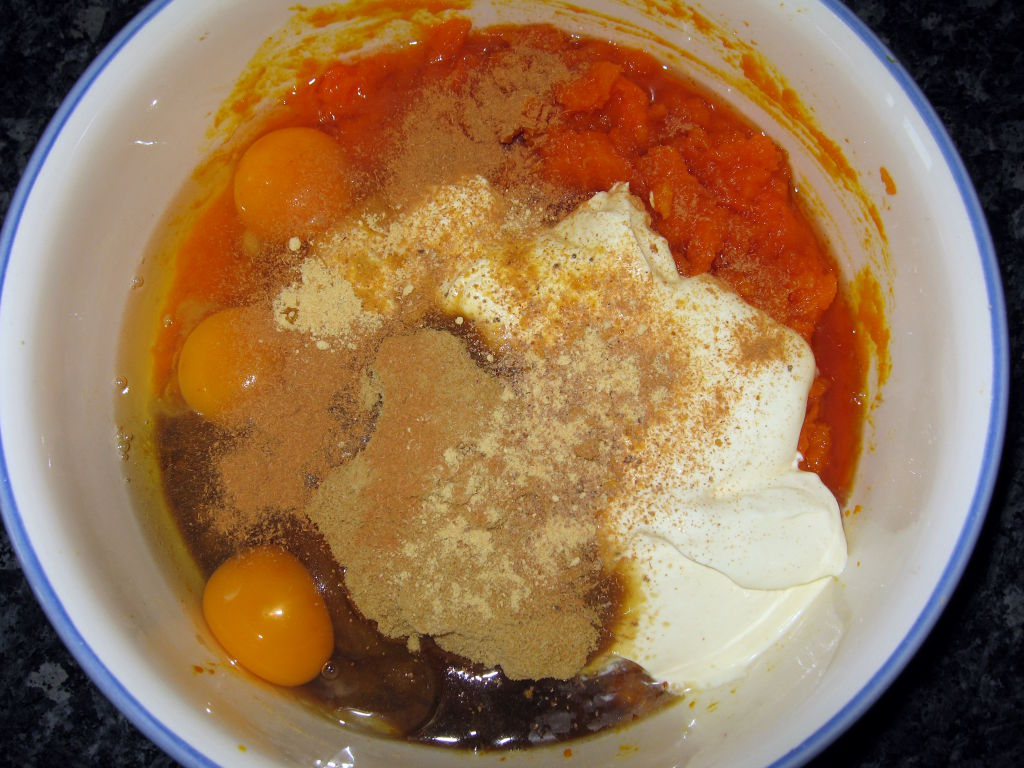
호박파이

호박으로 만든 파이는 지름이 약 6~8인치 인 파이 호박을 사용한다. 그들은 잭오랜턴보다 훨씬 작다. 호박에서 식용 부분을 얻기위한 첫번째 단계는 그것을 반으로 자르고 씨를 제거하는 것이다.

## 요리법

### 1)요리재료
• 주재료 : 단호박 1/3개(300g)
• 부재료 : 달걀 1개(50g), 설탕 80g, 소금 2g, 플레인요구르트 100g, 계핏가루 1g, 육두구 1g, 밀가루(밀가루 박력분) 210g, 호두(다진 것)50g, 버터 155g, 설탕 10g, 소금 1/2작은술(2g), 달걀 1개(50g), 물 1큰술(15ml)

### 2)기본정보
• 조리시간 : 100분
• 분량 : 12인분 기준
• 칼로리 : 149kcal (1인분)

## 기타
1. ↑  호박파이 만드는 법 (쿡쿡TV)